# Cabriolet (fauteuil)
Pour les articles homonymes, voir Cabriolet.

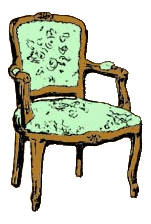

Le Cabriolet est un fauteuil de style Louis XV ou de style Louis XVI.

## Caractéristiques
Le fauteuil cabriolet est un siège léger présentant un dossier concave pour épouser la forme du corps et des accoudoirs dégagés, aériens, sculptés indépendamment du siège. On le tire facilement. L'assise est très évasée pour les robes, un peu dodue ; de face les deux pieds avant sont écartés, de part et d'autre d'une ligne sinueuse, "en arbalète", les accoudoirs sont épanouis, très ouverts. 
Il n'est pas à confondre avec la « bergère » dont les accoudoirs sont pleins, ni avec le « fauteuil à la Reine » dont le dossier est plat et non pas concave. 

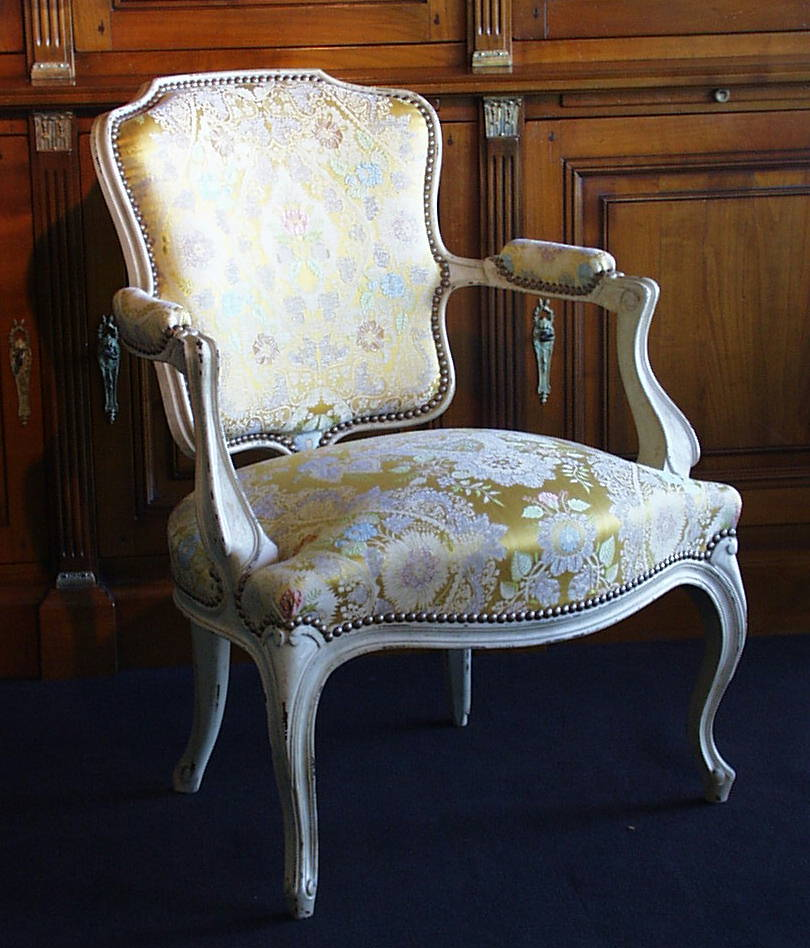
Cabriolet (accoudoirs dégagés, dossier concave)
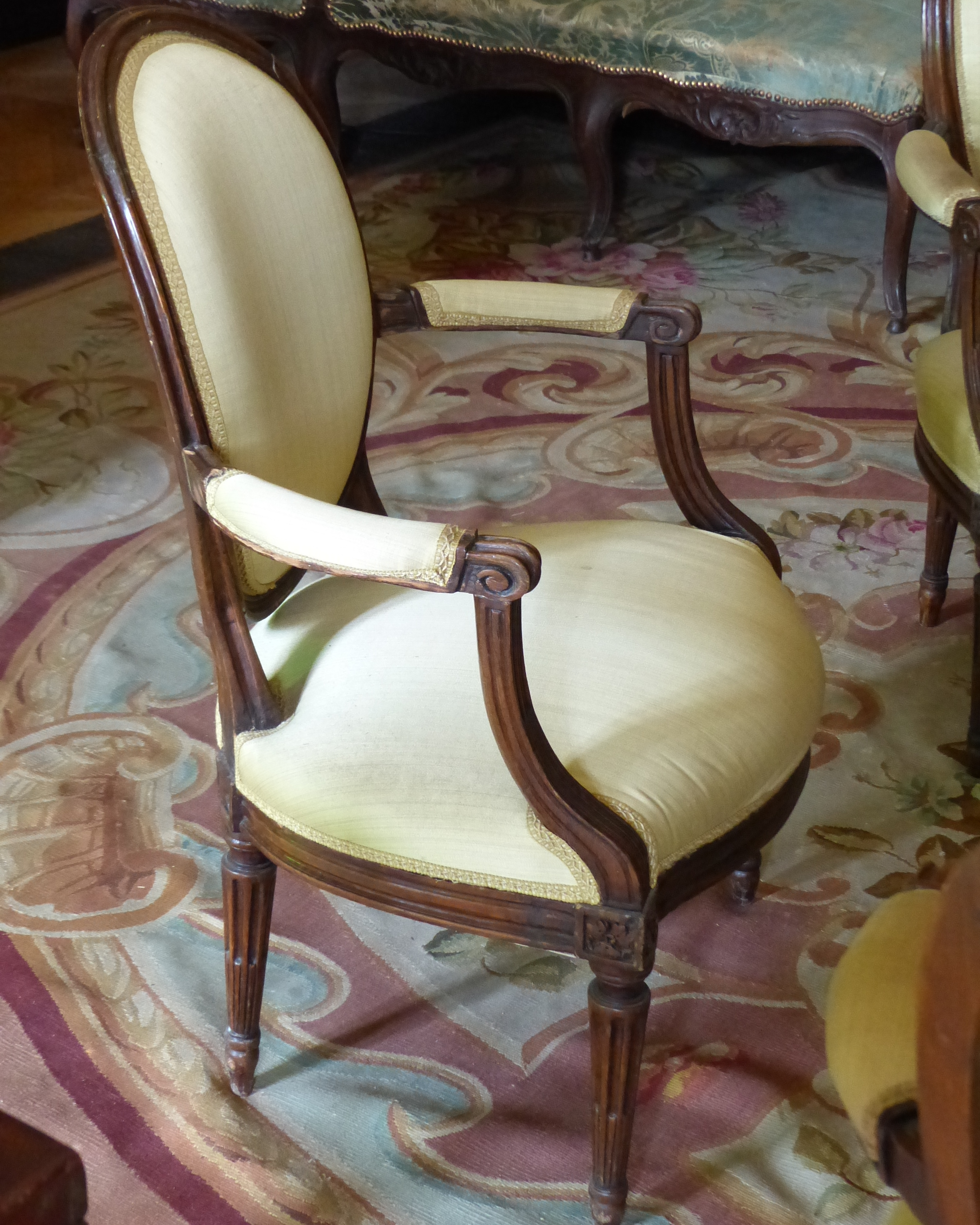
Fauteuil cabriolet à dossier médaillon de style Louis XVI.

## Voir aussi

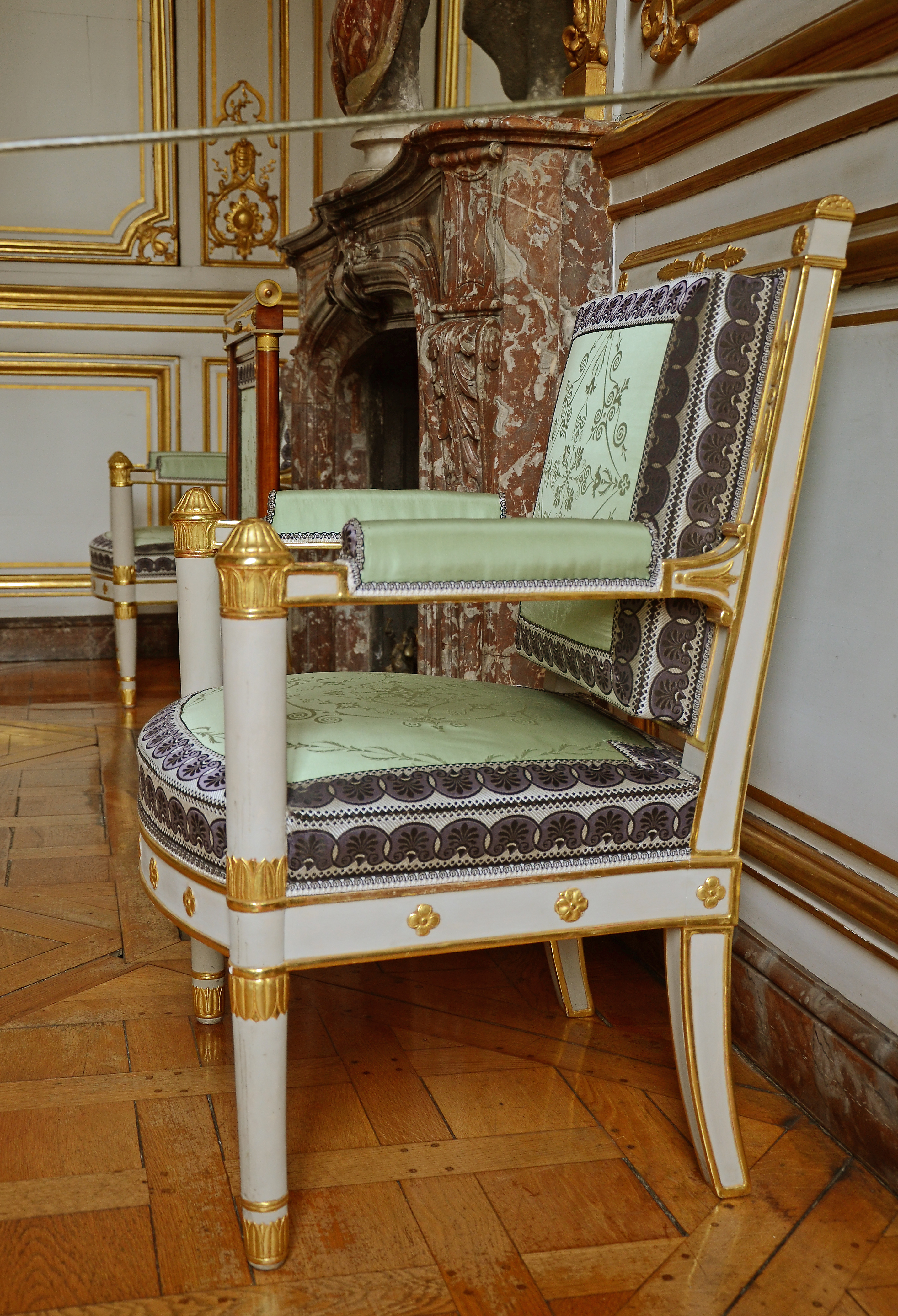
Fauteuil à la reine : accoudoirs dégagés, se distingue du cabriolet par son dossier plat.
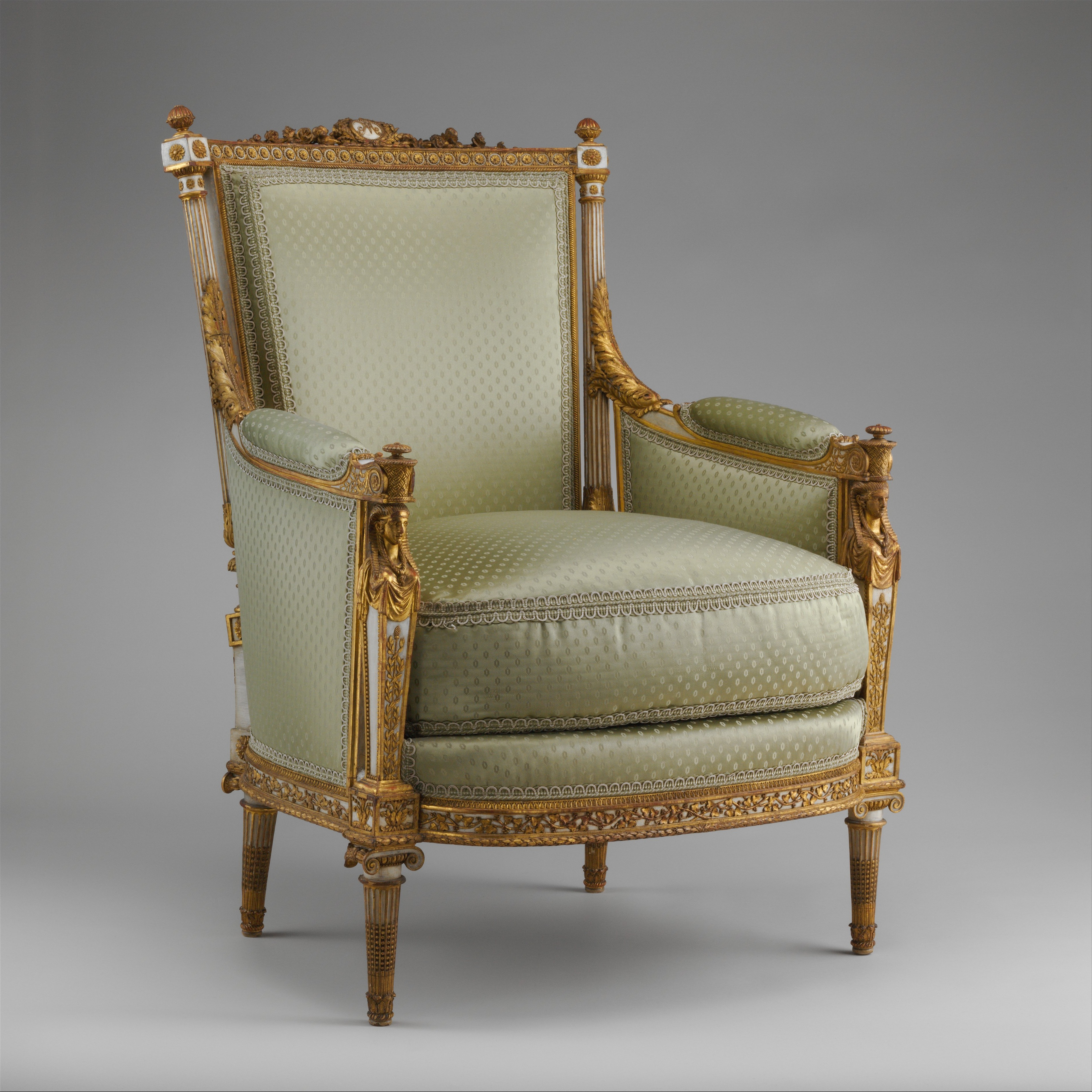
Bergère : nettement distinct du cabriolet par ses accoudoirs pleins
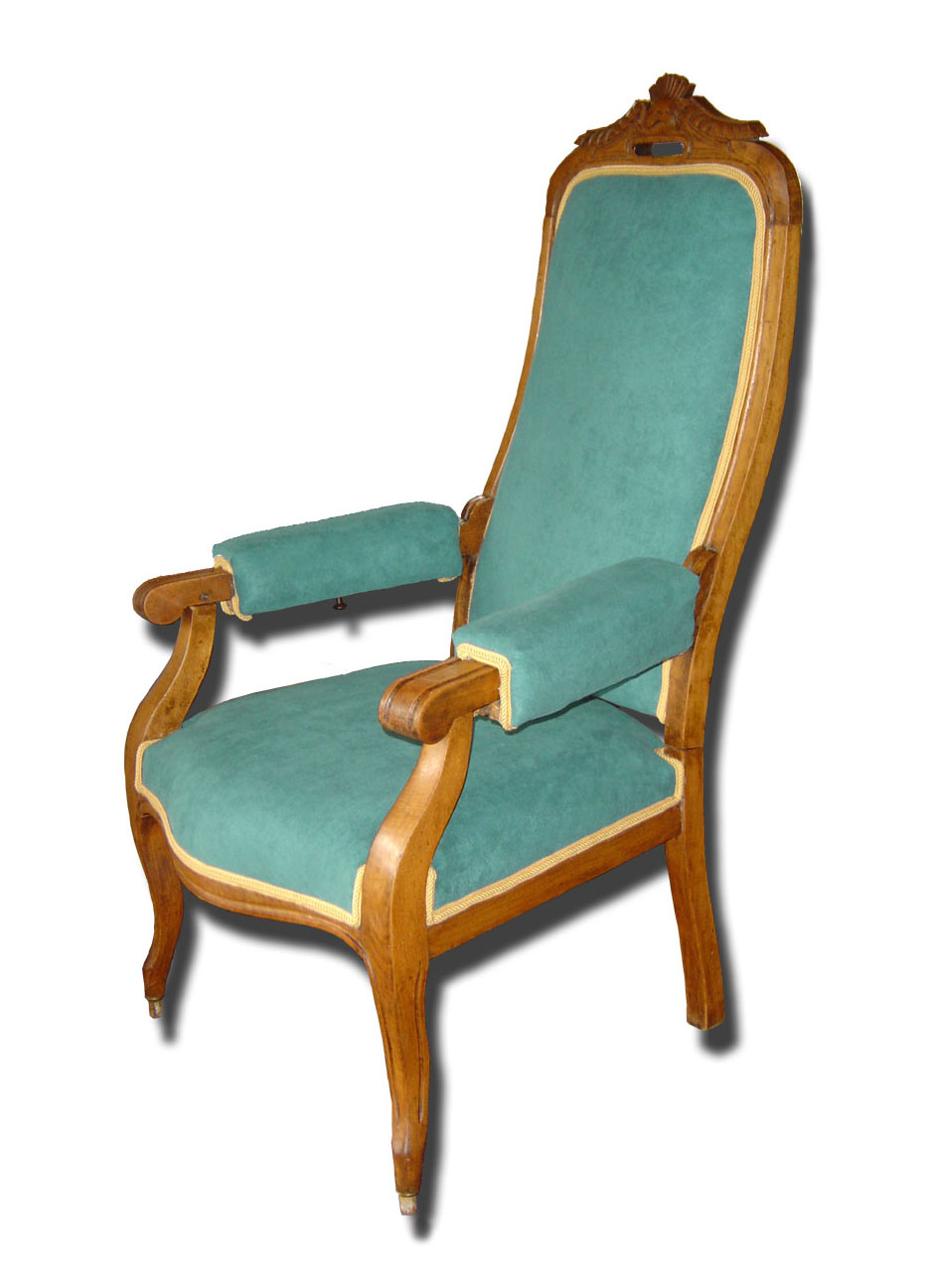
Voltaire (Haut dossier incliné, parfois muni d'oreilles sur les côtés)